# Tubostreptus teres
Tubostreptus teres är en mångfotingart som beskrevs av Christoph D. Schubart 1950. Tubostreptus teres ingår i släktet Tubostreptus och familjen Spirostreptidae. Inga underarter finns listade i Catalogue of Life.